# KBS 뉴스 7 목포·전남
《KBS 뉴스 7 목포·전남》은 월요일 ~ 수요일, 금요일 저녁 7시 30분에 KBS목포 1TV로 방송되었던 한국방송공사의 뉴스 프로그램이다.

## 앵커
- 김석훈 아나운서

## 경쟁 지역뉴스 프로그램
- 5 MBC 뉴스 목포·전남 (목포MBC)
- kbc 저녁뉴스 (kbc TV)